# Gerard Claret i Serra
Gerard Claret i Serra (Andorra la Vella, 10 de març de 1951) és un violinista andorrà, fill de l'empresari i polític Andreu Claret i Casadessús, un dels fundadors d'ERC, i de Maria Serra. És germà del violoncel·lista Lluís Claret i Serra, del periodista i escriptor Andreu Claret i Serra i de Joan Claret i Solé defensor de la cultura catalana a Tolosa.

## Biografia
Els seus inicis al món de la música foren a l’Escola de Música del mestre Isidre Marva Palau, filial del Conservatori del Liceu, ubicada a La Seu d’Urgell. El 1964, la família Claret es va traslladar a Barcelona i Gerard va ser un dels últims deixebles que va tenir Joan Massià. Abans va rebre classes de Domènech Ponsa i de Manel Calsina i posteriorment va treballar amb Gonçal Comellas i Enric Casals. Del 1972 al 1976, va perfeccionar la seva formació
musical al Conservatori de Brussel·les amb Agustín León Ara, de qui va ser el seu assistent. György Sebök també ga ser una persona molt important en la seva formació. El 1968, amb 17 anys, va marcar el moment del debut professional de Gerard Claret, juntament amb el seu germà, quan van tocar per primera vegada al Palau de la Música Catalana com a membres de l'Orquestra Ciutat de Barcelona. El mateix any va fundar el Quartet Ciutat de Barcelona amb el seu germà, Lluís Claret i Serra, amb el violinista Gonçal Comellas, llavors concertino d'aquesta orquestra, i amb el violista Mateu Valero. Amb aquest quartet, van inaugurar la temporada de cambra de l'Auditori de Palma amb Narciso Yepes, amb qui van fer concerts també a Barcelona, Madrid i París.
El 1974 va guanyar el Concurs Tenuto de la Ràdio i Televisió Belga interpretant el Concert per a violí núm. 2 de Bela Bartók i va rebre la medalla del Concurs Internacional Maria Canals de Barcelona. El mateix any va oferir el primer recital a
Barcelona amb el pianista Àngel Soler en un concert organitzat per les Joventuts Musicals de Barcelona al pati de l'Hospital de la Santa Creu de Barcelona. El 1976 va fundar el Quartet Numen a Cambrils i es va vincular amb la creació de l'Escola de Música de Vila-seca i en el Festival de Música de Cambrils.
El 1981, amb el seu germà i el pianista Albert Attenelle, van fundar el Trio de Barcelona, que es va presentar al Palau de la Música Catalana interpretant la integral dels trios de Beethoven. Van gravar
per al segell Harmonia Mundi els trios de Ravel, Xostakòvitx, Dvořák i Mendelssohn i el Triple concert de Beethoven. El trio va mantenir la seva activitat fins a l'abril del 1994. El 
va impulsar com a director artístic el Festival d'Ordino, actualment Festival Narciso Yepes Ordino i Fundació Crèdit Andorrà.
El 1993 va fer realitat el projecte més important de la seva vida artística quan va fundar l'Orquestra Nacional Clàssica d'Andorra, l'ONCA, de la qual és el concertino director, així com director artístic de la Fundació ONCA.
El 1998 va rebre la Creu de Sant Jordi. Des del 2000, va ser el primer director de l'Escola Superior de Música de Catalunya fins al 2005, que fou substituït per Salvador Mas i Conde. El 2001 va fundar la Jove Orquestra Nacional de Cambra d'Andorra.
El 2013, amb el seu germà va crear el Claret Piano Quartet amb Christian Ifrim, viola, i Maruxa Llorente,
piano, amb el que van actuar en el cicle “Intèrprets Catalans” del Petit Palau. El 2018 es va celebrar el 25è aniversari de l'ONCA i els 50 anys de carrera artística de Lluís i Gerard Claret amb l'estrena del Doble
concert de Salvador Brotons, encàrrec de la Fundació ONCA, i amb el retorn del Trio de Barcelona al Palau.